# José Toribio Medina
José Toribio Medina Zavala (Santiago, 21 de octubre de 1852-11 de diciembre de 1930) fue un abogado, bibliógrafo, investigador, historiador, lexicógrafo y coleccionista chileno, el mayor recolector de fuentes para el estudio de la historia de su país.

## Biografía

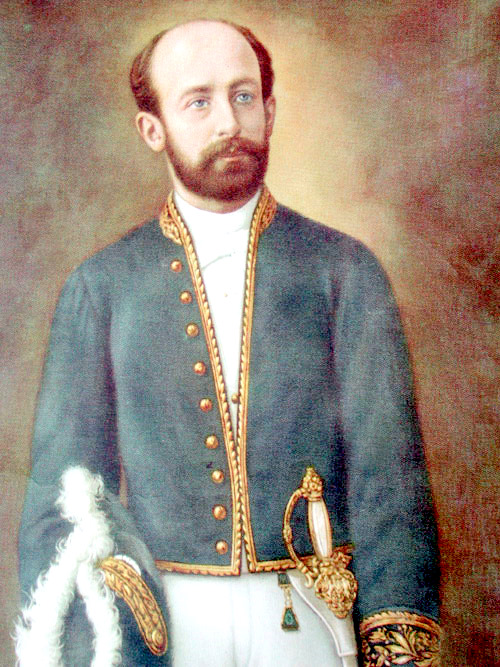
Retrato de José Toribio Medina por Francisco Tristán, 1886.

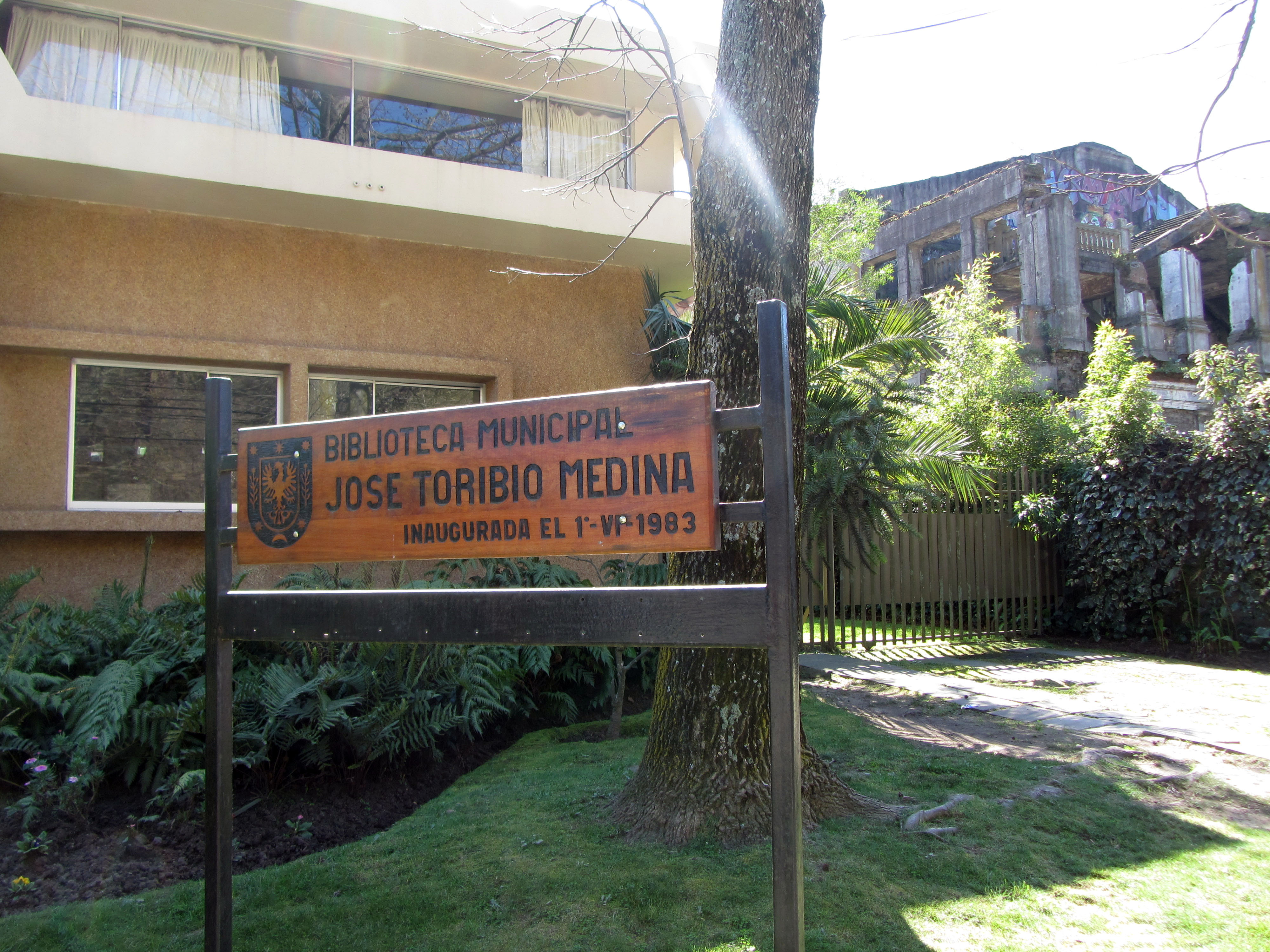
Acceso a la Biblioteca Municipal José Toribio Medina en la ciudad de Concepción, llamada así en honor del historiador.

Fue hijo primogénito de José del Pilar Medina y Valderrama y de Mariana Zavala Almeida. Su padre, que era abogado, debía viajar constantemente en función de su cargo de magistrado, por lo que Medina pasó su niñez en diferentes ciudades: Santiago, Talca y Valparaíso. A los trece años volvió definitivamente a Santiago, pues su progenitor perdió el uso de las piernas y no podía moverse de su sillón, e ingresó al curso de Humanidades del Instituto Nacional General José Miguel Carrera, dirigido entonces por el gran historiador Diego Barros Arana. Posteriormente estudió derecho en la Universidad de Chile, y se recibió como abogado el 26 de marzo de 1873.

### Secretario de la legación de Perú, primer viaje a Europa (1875-1878)
En 1875, el ministro de relaciones exteriores Adolfo Ibáñez Gutiérrez lo nombró secretario de la legación del Perú. Trasladado a Lima, comenzó a interesarse vivamente en el descubrimiento de documentos, buscando libros y archivos por toda la capital peruana. No estuvo mucho tiempo debido a la ruptura entre él y su jefe, y al renunciar se dirigió, invitado por la señora Genoveva Mathieu, a la exposición de Filadelfia. Pasó tres meses en Estados Unidos y después visitó Inglaterra, y estudió en el Museo Británico temas de la literatura colonial de Chile -un asunto que le apasionaba- y familiarizándose con las técnicas de organización de bibliotecas y de conservación de documentos antiguos. De Londres pasó a París, de París a Madrid, y regresó a su país en junio de 1877.

### Guerra del Pacífico y archivo de la Capitanía General (1879-1883)
Se trasladó al norte para ofrecer sus servicios a su país durante la Guerra del Pacífico. Durante la campaña, ejerció el cargo de auditor de guerra del ejército de reserva, y más tarde el de juez de letras en Iquique. Por encargo del gobierno, creó el archivo histórico Capitanía General, con los registros de la época colonial, hasta entonces guardados en una bodega. 

### Secretario de la legación de España (1884-1886)
A fines de 1884, Medina fue nombrado secretario de la legación de España, de la cual era Ministro el almirante Patricio Lynch, con la misión adicional de obtener copias de los documentos más importantes concernientes a Chile. Se abocó todo el tiempo a la labor documental, y prácticamente dejó de lado su trabajo como secretario, pero con el visto bueno de Lynch. Dos años estuvo indagando en bibliotecas y archivos españoles. En el Archivo de Indias de Sevilla encontró antecedentes inéditos y muy valiosos para la historia colonial no solo chilena sino americana. A su regreso dio cuenta de un total de 17.799 páginas copiadas y listas para imprimir, con un ahorro de recursos también impresionante. Por esa época también contrajo matrimonio con Mercedes Ibáñez, hija del ministro que lo había ayudado en sus primeros momentos.

### Primeras publicaciones, imprenta Ercilla (1887-1891)
El año de 1887 publicó Historia de la Inquisición en Lima. Al año siguiente y en posesión de una pequeña imprenta, a la que llamó Ercilla, dio paso a la publicación de sus obras más recordadas, la Colección de historiadores de Chile y los Documentos inéditos para la Historia de Chile. Tras la revolución de 1891 en la cual fue abiertamente partidario del derrotado presidente José Manuel Balmaceda, se vio privado del apoyo estatal, debió interrumpir la publicación y se trasladó a la Argentina. Allí, Francisco P. Moreno, director del Museo de La Plata, lo acogió y alojó en el museo mismo. 

### Tercer viaje a Europa
La hospitalidad de Moreno le permitió realizar un tercer viaje a Europa. La situación en Chile le permitió volver en 1895 y reanudar la publicación de sus colecciones.

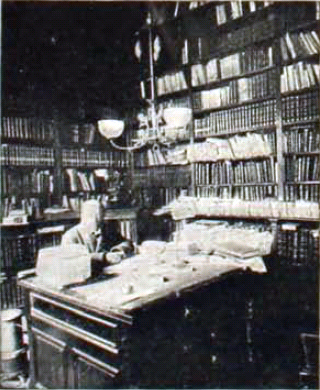
José Toribio Medina Zavala en su biblioteca

En 1897, la Universidad de Chile le nombró miembro académico, en reemplazo del sacerdote Joaquín Larraín Gandarillas, que acababa de fallecer, y ocupó la primera cátedra de Historia Documental Americana y Chilena en 1899. Su trabajo se volvió fecundo, y decidió realizar un cuarto viaje en 1902, para estudiar la organización de los archivos y bibliotecas públicas de Europa. El quinto lo realizaría en 1912, comisionado por el Ministerio de Instrucción Pública para que estudiara la organización del Archivo Notarial de Madrid. Siguió con la creación de nuevas obras, a pesar de su ancianidad, e incluso realizó un último viaje para representar a Chile en el vigésimo tercer Congreso de Americanistas de Nueva York, y en la exposición sevillana de 1929. En 1923 se le otorga el doctor honoris causa por parte de la Universidad Nacional Autónoma de México
Murió en 1930. Sus restos descansan en el Patio 15 del Cementerio General de Santiago.
Años antes había entregado a la Biblioteca Nacional, con sendos catálogos, un total de 60 mil impresos, 1.668 manuscritos originales y 8.659 documentos transcritos de su biblioteca personal, que se colocaron en una sala del edificio que hoy se denomina en su honor Biblioteca Americana José Toribio Medina.
Por su contribución a la numismática hispanoamericana, aparece citado en la publicación La Casa de Moneda de Santiago de Chile 1743-1943.

## Publicaciones adicionales
José Toribio Medina fue autor, editor y traductor de aproximadamente 282 títulos (libros, folletos, y artículos). Si se incluyen artículos en separatas, reimpresiones, secciones de libros, pre-ediciones y reediciones de trabajos completos o parciales, como también estudios póstumos, el número total sobrepasa las 350 publicaciones.
Libros publicados durante 1887-1928
- 1887: Historia del Tribunal del Santo Oficio de la inquisición de Lima (1569-1820). Santiago de Chile: Imprenta Gutenberg.
- 1897: Bibliografía española sobre las Islas Filipinas. Santiago de Chile: Imprenta Cervantes.
- 1897: Juan Díaz de Solís - Estudio histórico. 2 vol. Impreso en casa del autor.
- 1904: La imprenta en La Habana (1707-1810). Santiago de Chile: Imprenta Elzeviriana.
- 1904: La imprenta en Lima (1584-1824). Santiago de Chile: Impreso y grabado en casa del autor.
- 1904: La imprenta en Cartagena de las Indias (1809-1820): Notas bibliográficas. Santiago de Chile: Imprenta Elzeviriana.
- 1904: La imprenta en Oaxaca (1720-1820): Notas bibliográficas. Santiago de Chile: Imprenta Elzeviriana.
- 1904: La imprenta en Guadalajara de México (1793-1821): Notas bibliográficas. Santiago de Chile: Imprenta Elzeviriana.
- 1904: La imprenta en Mérida de Yucatán (1813-1821): Notas bibliográficas. Santiago de Chile: Imprenta Elzeviriana.
- 1904: La imprenta en Veracruz (1794-1821): Notas bibliográficas. Santiago de Chile: Imprenta Elzeviriana.
- 1904: La imprenta en Manila desde sus orígenes hasta 1810. Santiago de Chile: Impreso y grabado en casa del autor.
- 1904: La imprenta en [sic] Quito (1760-1818): Notas bibliográficas. Santiago de Chile: Imprenta Elzeviriana.
- 1906: Diccionario biográfico colonial de Chile. Santiago de Chile: Impr. Elzeviriana.
- 1908: El veneciano Sebastián Caboto: al servicio de España y especialmente de su proyectado viaje a las Molucas por el Estrecho de Magallanes y al reconocimiento de la costa del continente hasta la gobernación de Pedrarias Dávila. Santiago de Chile: Impr. y encuadernación universitaria.
- 1908: El portugués Esteban Gómez al servicio de España; estudio histórico. Santiago de Chile: Imprenta Elzeviriana.
- 1910: La imprenta en Guatemala (1660-1821). Santiago de Chile: Impreso en casa del autor.
- 1912: La imprenta en México (1539-1821) 5 vol. Santiago de Chile: Impreso en casa del autor.
- 1920: El descubrimiento del Océano Pacífico: Vasco Núñez de Balboa, Hernando de Magallanes y sus compañeros. Santiago de Chile: Imprenta Universitaria.
- 1923: La literatura femenina en Chile: (notas bibliográficas y en parte críticas). Santiago de Chile: Imprenta universitaria.
- 1927: En defensa de siete voces chilenas registradas en el Diccionario de la Real Academia Española y cuya supresión se solicita por un autor nacional. Santiago de Chile: Editorial Nascimento.
- 1928: Chilenismos: apuntes lexicográficos. Santiago de Chile: Soc. Imp. y Lit. Universo.[3]